# Air Lanang
Air Lanang is een bestuurslaag in het regentschap Rejang Lebong van de provincie Bengkulu, Indonesië. Air Lanang telt 1199 inwoners (volkstelling 2010).